# Thomas Schönberger
Thomas Schönberger (* 14. Oktober 1986 in Graz) ist ein österreichischer Fußballspieler auf der Position eines Abwehrspielers.

## Karriere
Schönberger begann seine Karriere beim USV St. Marein in der Steiermark. Später kam er zum Grazer AK, wo er in der Jugend und bei den Amateuren spielte, Schönberger konnte sich jedoch nicht bis zur Bundesligamannschaft durchsetzen. Im Jänner 2017 wechselte er zur Kapfenberger SV. Nach dem Aufstieg 2008 in die Bundesliga gab er am 9. Juli 2008 sein Debüt in der höchsten Spielklasse Österreichs. 2012 stieg er mit den Steirern wieder in die zweite Liga ab.
In siebeneinhalb Jahren bei der KSV kam er zu 65 Bundes- und 90 Zweitligaeinsätzen. Zur Saison 2014/15 wechselte er zum Ligakonkurrenten TSV Hartberg. Mit Hartberg stieg er am Saisonende in die Regionalliga ab. Nach 26 Zweit- und 22 Regionalligaeinsätzen für die Oststeirer schloss Schönberger sich zur Saison 2016/17 dem Ligakonkurrenten USV Allerheiligen an. In zwei Jahren in Allerheiligen absolvierte er 49 Regionalligaspiele.
Zur Saison 2018/19 wechselte er zum Ligakonkurrenten FC Gleisdorf 09. Für Gleisdorf kam er in zweieinhalb Jahren zu 26 Regionalligaeinsätzen. Im Jänner 2021 wechselte er zum siebtklassigen USV St. Marein, bei dem er einst seine Karriere begonnen hatte.
Nachdem er bereits 2010/11 einen Nachwuchsbetreuerlehrgang absolviert hatte und 2011/12 mit dem Trainerlehrgang des Landesverbandes fortfuhr, kam er immer wieder sporadisch als Nachwuchstrainer zum Einsatz. Seit 2021 trainiert er die U-9-Mannschaft des USV St. Marein/Graz.

## Erfolge
- 1× Österreichischer Zweitligameister: 2007/2008 (Erste Liga)